# Abdulrahman Abdou
Abdulrahman Abdou (Arabisch: عبد الرحمن عبدو) (Doha, 1 oktober 1972) is een Qatarees voetbalscheidsrechter. Hij is sinds 2005 aangesloten bij zowel de wereldvoetbalbond FIFA als de continentale confederatie AFC. Abdou leidde zijn eerste interland in oktober 2006.

## Carrière
Abdou, in het dagelijks leven werkzaam als hoofd van een ITC-bedrijf, sloot zich rond 2005 aan bij de voetbalconfederatie AFC en de wereldvoetbalbond FIFA, hetgeen hem in staat stelde internationale wedstrijden te leiden, naast zijn werk in de Qatarese competitie. In 2008 werd hij aangesteld als arbiter op zijn eerste internationale clubtoernooi, de AFC Champions League 2008. Zijn eerste duel was een groepswedstrijd tussen Kuwait SC uit Koeweit en het Iraanse Saipa FC op 12 maart; hij deelde acht gele kaarten uit, waaronder twee aan de Koeweiti Yaqoub Al-Taher, die daardoor het veld na 81 minuten moest verlaten. Sinds zijn eerste optredens in 2008 ontbrak Abdou geen seizoen meer bij de AFC Champions League. Buiten de nationale competitie van Qatar werd hij ook aangesteld als scheidsrechter bij voetbaltoernooien in de Premier League van Egypte (2013, één duel) en Challenge League van Zwitserland (2014, één duel). In 2011 leidde hij twee wedstrijden op het wereldkampioenschap voetbal onder 20 in Colombia; twee jaar later maakte hij in de Verenigde Arabische Emiraten deel uit van het arbitrageteam op het wereldkampioenschap voor spelers onder 17 jaar, waar Abdou onder meer de kwartfinale tussen Honduras en Zweden floot (1 november 2013, 1–2).
Abdulrahman Abdou leidde op 11 oktober 2006 zijn eerste A-interland. Deze vriendschappelijke wedstrijd tussen Koeweit en Litouwen eindigde door een doelpunt van Fahad Al-Hamad in de elfde minuut in een 1–0 overwinning voor de Koeweiti. Abdou deelde drie gele kaarten uit. Een jaar later was hij actief op het Aziatisch kampioenschap voetbal 2007, waar hij vijfmaal fungeerde als vierde official en eenmaal een wedstrijd leidde: de groepswedstrijd tussen Oezbekistan en Maleisië (5–0, vier gele kaarten). Ook op het volgende Aziatisch kampioenschap, in 2011, was hij actief. In dat jaar werd hij driemaal aangesteld als scheidsrechter. Abdulrahman Abdou was op het kampioenschap van 2015 in Australië een van de twaalf arbiters.

## Interlands
| Datum            | Plaats                               | Wedstrijd              | Uitslag | Competitie                                | Kreeg geel | Kreeg voor de tweede keer geel en dus rood | Weggestuurd |
| ---------------- | ------------------------------------ | ---------------------- | ------- | ----------------------------------------- | ---------- | ------------------------------------------ | ----------- |
| 11 oktober 2006  | Koeweit-Stad, Koeweit                | Koeweit – Litouwen     | 1 – 0   | Vriendschappelijk                         | 3          | 0                                          | 0           |
| 14 juli 2007     | Kuala Lumpur, Maleisië               | Oezbekistan – Maleisië | 5 – 0   | Aziatisch kampioenschap 2007              | 4          | 0                                          | 0           |
| 14 november 2009 | Al Ain, Verenigde Arabische Emiraten | Brazilië – Engeland    | 1 – 0   | Vriendschappelijk                         | 1          | 0                                          | 0           |
| 27 december 2009 | Doha, Qatar                          | Mali – Noord-Korea     | 0 – 1   | Vriendschappelijk                         | 6          | 0                                          | 0           |
| 3 maart 2010     | Amman, Jordanië                      | Jordanië – Singapore   | 2 – 1   | Kwalificatie Aziatisch Kampioenschap 2011 | 2          | 0                                          | 0           |
| 14 januari 2011  | Doha, Qatar                          | Australië – Zuid-Korea | 1 – 1   | Aziatisch kampioenschap 2011              | 5          | 0                                          | 0           |
| 17 januari 2011  | Doha, Qatar                          | Jordanië – Syrië       | 2 – 1   | Aziatisch kampioenschap 2011              | 4          | 0                                          | 0           |
| 22 januari 2011  | Doha, Qatar                          | Australië – Irak       | 1 – 0   | Aziatisch kampioenschap 2011              | 8          | 0                                          | 0           |
| 2 september 2011 | Masqat, Oman                         | Oman – Saoedi-Arabië   | 0 – 0   | Kwalificatie WK 2014                      | 3          | 0                                          | 0           |
| 7 november 2011  | Doha, Qatar                          | Qatar – Irak           | 2 – 1   | Vriendschappelijk                         | 0          | 0                                          | 0           |
| 29 februari 2012 | Doha, Qatar                          | Egypte – Niger         | 1 – 0   | Vriendschappelijk                         | 5          | 0                                          | 0           |
| 12 juni 2012     | Doha, Qatar                          | Irak – Oman            | 1 – 1   | Kwalificatie WK 2014                      | 4          | 0                                          | 0           |
| 22 maart 2013    | Hongkong                             | Hongkong – Vietnam     | 1 – 0   | Kwalificatie Aziatisch Kampioenschap 2015 | 4          | 0                                          | 0           |
| 19 november 2013 | Teheran, Iran                        | Syrië – Oman           | 0 – 1   | Kwalificatie Aziatisch Kampioenschap 2015 | 3          | 0                                          | 0           |
| 12 januari 2015  | Newcastle, Australië                 | Japan – Palestina      | 4 – 0   | Aziatisch kampioenschap 2015              | 4          | 1                                          | 0           |
| 18 januari 2015  | Canberra, Australië                  | China – Noord-Korea    | 2 – 1   | Aziatisch kampioenschap 2015              | 2          | 0                                          | 0           |